# Esthlogenopsis ochreoscutellaris
Esthlogenopsis ochreoscutellaris là một loài bọ cánh cứng trong họ Cerambycidae.